# إنفنسبل (ألبوم)
هو آخر ألبوم إستديو للمغني الأمريكي مايكل جاكسون. وهو الألبوم السادس الذي أصدر من طرف شركة إبك ريكوردز والعاشر في مسيرته الفنية. أصدر يوم 30 من أكتوبر 2001. أغاني الألبوم تتطرق لمواضيع مثل الحب، الرومانسية، انتقاد الإعلام ومشاكل المجتمع.

الألبوم حاز على المرتبة الأولى في إحدى عشر بلدا من بينها الولايات المتحدة (الأسبوع الأول باع 363,000 نسخة)، المملكة المتحدة، أستراليا، فرنسا وسويسرا، وحلّ في جداول أفضل عشرة في ستة بلدان أخرى.

## قائمة الأغاني
1. Unbreakable
2. Heartbreaker
3. Invincible
4. Break of Dawn
5. Heaven Can Wait
6. يو روك ماي ورلد
7. Butterflies
8. Speechless
9. 2000 Watts
10. You Are My Life
11. Privacy
12. Don't Walk Away
13. Cry
14. The Lost Children
15. Whatever Happens
16. Threatened

## وصلات خارجية
- إنفنسبل على موقع ميتاكريتيك (الإنجليزية)
- إنفنسبل على موقع أول موفي (الإنجليزية)